# Театр мюзикла
«Моско́вский теа́тр мю́зикла» («Теа́тр мю́зикла») — первый негосударственный театр мюзикла в России. Расположен в Москве на Пушкинской площади в здании бывшего кинотеатра «Россия». Основан в 2012 году бывшим министром культуры РФ Михаилом Швыдким и театральным продюсером Давидом Смелянским.
Основу репертуара составляют музыкальные спектакли и эстрадные концерты.

## История

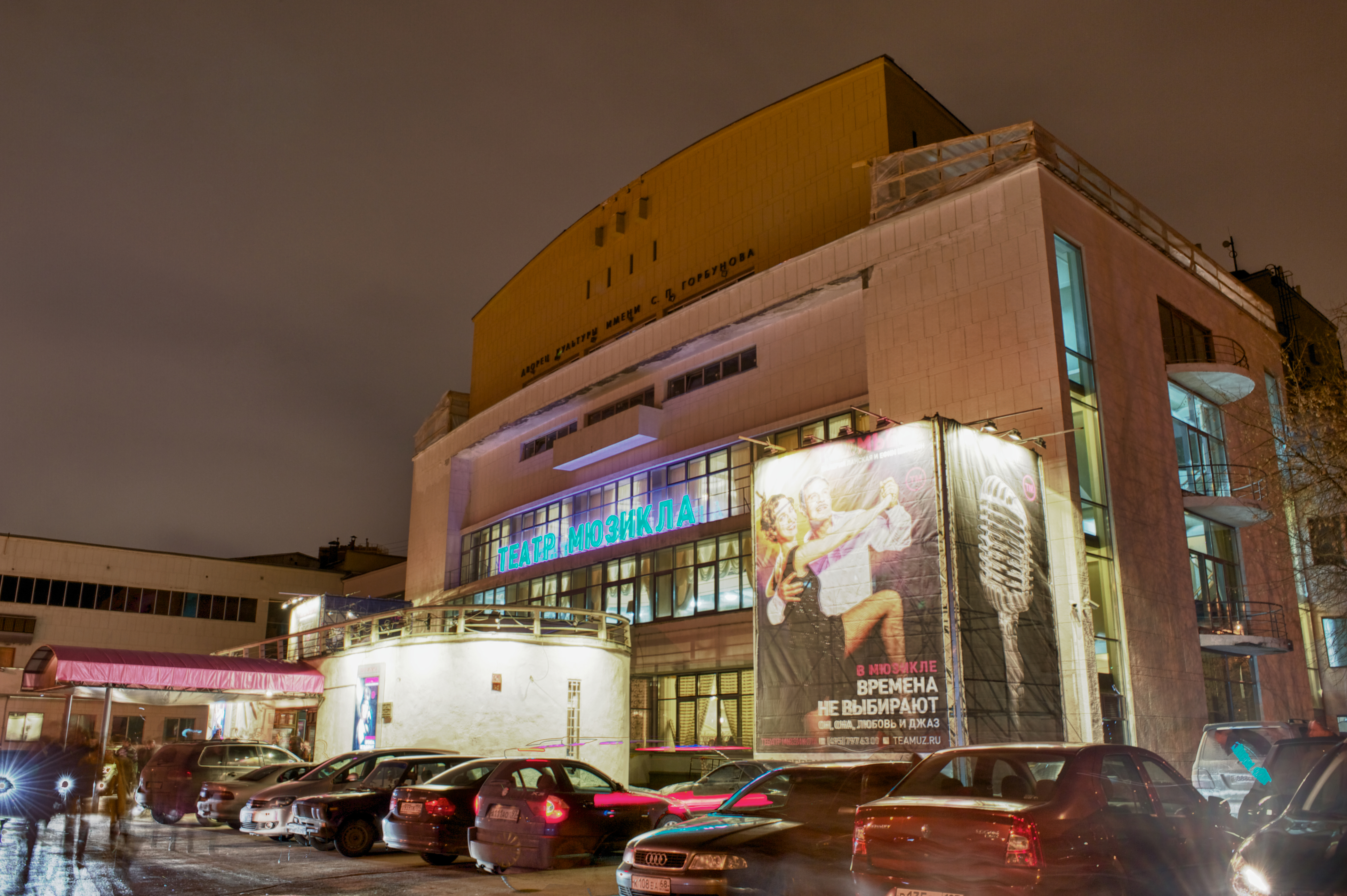
Театр мюзикла в ДК Горбунова, 2012 год

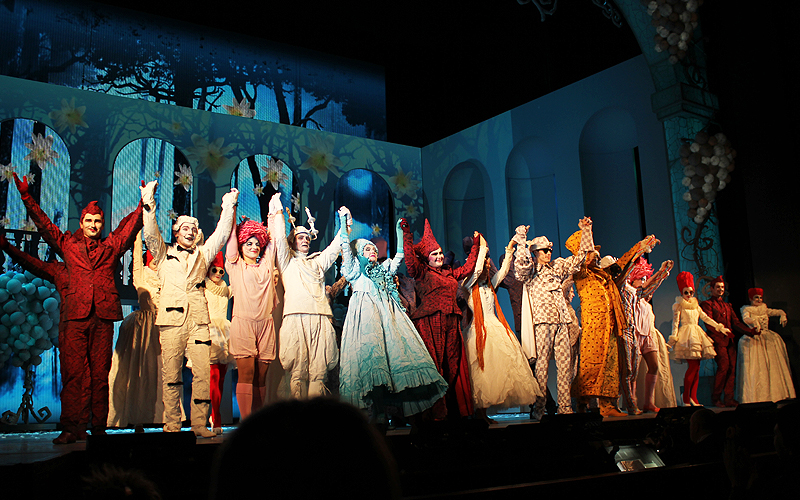
Артисты мюзикла «Всё о Золушке» на поклоне, 2014 год.

В 2012 году бывший министр культуры РФ Михаил Швыдкой и театральный продюсер Давид Смелянский основали первый в России негосударственный Театр мюзикла. Первым директором нового театра был назначен основатель Летней школы имени Станиславского в Кембридже (США) Александр Попов, Швыдкой стал художественным руководителем, а Смелянский — генеральным продюсером. Труппу разместили во дворце культуры Горбунова, с владельцами которого Швыдкой подписал контракт о пятилетней аренде — на время ремонта основного здания театра на Пушкинской площади. На реконструкцию ДК ушло полгода и 100 миллионов рублей. Были сделаны зрительный зал на 1250 мест и многоуровневая сцена-трансформер. Швыдкой планировал создать не «бродвейское» шоу, то есть американский театр мюзикла, а национальный русский мюзикл. Театр планировалось открыть в конце 2011 года постановкой «Времена не выбирают» — о жизни людей в 1930—1950-е годы с американскими и советскими песнями тех лет. Либретто написали Михаил Швыдкой и музыкант Алексей Кортнев. Работа над мюзиклом началась в США ещё летом 2010 года в Центре искусств Михаила Барышникова. Существование театра зависело от реакции публики на этот мюзикл. Общий бюджет дебютного проекта составил около 150 миллионов рублей.
Конкурировать придётся со всем комплексом развлечений, с ночными клубами, ресторанами. Нам очень хочется сделать человеческий, качественный театр. Если получится, публика придёт.Михаил Швыдкой
Из-за трудностей, возникших во время ремонта помещения, театр открылся в феврале 2012 года юбилейным вечером певца Максима Леонидова. А через несколько дней прошла премьера постановки «Времена не выбирают», вторым мюзиклом стали «Растратчики» по пьесе Валентина Катаева. Постановки шли по 10-14 дней подряд — по принципу американских мюзиклов. Изначально театр работал на спонсорские средства, но в планах было перейти на самообеспечение.
В апреле 2012 года Театр мюзикла одним из первых в Москве присоединился к акции «Георгиевская ленточка», в рамках которой ветераны Великой Отечественной войны могли бесплатно посмотреть премьерный мюзикл. В мае того же года в театре прошла семнадцатая церемония вручения премии «ТЭФИ» в категории «Лица».
В 2013 году должность занял Александр Новиков, работавший до этого заместителем директора «Студии театрального искусства», а в честь годовщины работы правительство Москвы разрешило использовать слово «московский» в названии. В ноябре того же года в театре состоялось шоу цирковой команды «7 Fingers», создатели которой работали в цирке «Du Soleil». Группа договорилась с театром о сотрудничестве и занялась подготовкой премьеры «Принцесса цирка», которая состоялась в 2017-м.
Четвёртый сезон открылся мюзиклом «Всё о Золушке» на музыку Раймонда Паулса в переложении рок-группы «Слот». В 2015-м в театре обновили звуковое оборудование.
В 2017 году театр поставил концерт к 110-летию со дня рождения одного из самых знаменитых советских композиторов Василия Соловьёва-Седого. В качестве исполнителей были приглашены хоккеист Владислав Третьяк и спортивный комментатор Дмитрий Губерниев с песнями «Если хочешь быть здоров» и «И во всем нужна сноровка». В этом же году рок-опера «Преступление и наказание» режиссёра Андрея Кончаловского была выдвинута на национальную театральную премию «Золотая маска» в шести номинациях, в том числе за лучший спектакль в категории «Оперетта — мюзикл». Лауреатами премии стали композитор театра Эдуард Артемьев в номинации «Работа композитора в музыкальном театре» и актриса театра Мария Биорк в номинации «Оперетта — мюзикл, женская роль».
В августе 2017 года завершился ремонт в здании кинотеатра «Россия» на Пушкинской площади и театр переехал. Переделка обошлась в 6 миллионов долларов. Во время ремонта оформления помещения были установлены шесть хрустальных люстр, восстановлен «заводской блеск» мраморных полов и лестниц, добавлены зеркала, изменена конфигурация сцены. Из дома культуры перевезли зрительные кресла. Вместимость новой площадки составила 1651 место, в том числе 757 в партере и 894 на балконе. После переезда театр решил перейти на оригинальные спектакли и концерты-трибьюты с участием звёзд кино и эстрады. Сезон в новом помещении открыли мюзиклом «Принцесса цирка».
На «Горбушке» мы могли делать то, чего здесь делать нельзя. Там мы больше экспериментировали, шли на риски. Даже рок-оперу «Преступление и наказание», которую поставил Андрей Кончаловский, я бы на Пушкинской, наверное, ставить не рискнул.Михаил Швыдкой
В августе 2018 года театр отметил 70-летие Михаила Швыдкого концертом, в котором приняли участие народный артист Азербайджана, дипломатический посол республики этой страны Полад Бюльбюль-оглы. К юбилею под руководством Марины Швыдкой была осуществлена постановка музыкального ревю «Жизнь прекрасна!» — уникального смешения различных жанров и стилей в одном спектакле, где есть романс, рок-н-ролл, баллада, танцевальные хиты, ария и отечественные песни.

## Персоналии

### Руководство
- Михаил Швыдкой — художественный руководитель
- Давид Смелянский — генеральный продюсер
- Александр Новиков — генеральный директор

### Артисты
Ниже представлены артисты, которые сотрудничают с театром на 2019 год.
- Марат Абдрахимов
- Антон Аносов
- Роман Аптекарь
- Галина Безрук
- Станислав Беляев
- Мария Биорк
- Андрей Бирин
- Александр Бобров (IV)
- Анастасия Будрина
- Андрей Вальц
- Евгений Вальц
- Юлия Вострилова
- Андрей Гусев (II)
- Анна Гученкова
- Антон Дёров
- Юлия Довганишина
- Теона Дольникова
- Вадим Дубровин
- Дмитрий Ермак
- Виолетта Ершова
- Леонид Житков
- Максим Заусалин
- Алексей Колган
- Иван Коряковский
- Оксана Костецкая
- Денис Котельников
- Людмила Кривошей
- Ксения Ларина (II)
- Иван Латушко
- Артём Лысков
- Павел Любимцев
- Александр Маракулин
- Нино Нинидзе
- Екатерина Новосёлова
- Елизавета Пащенко
- Виктория Пивко
- Марк Подлесный
- Константин Соколов (II)
- Анастасия Сорокина
- Дмитрий Фёдоров (X)
- Евгений Шириков
- Ефим Шифрин
- Владимир Ябчаник

## Репертуар
Московские постановки
- 2012 — мюзикл «Времена не выбирают», архивный
- 2012—2015 — мюзикл «Растратчики»
- 2014 — мюзикл «Всё о Золушке»
- 2016 — рок-опера «Преступление и наказание»
- 2016 — мюзикл «Принцесса цирка»
- 2017 — мюзикл «Чудеса и куралесы»
- 2018 — спектакль «Реверс»
- 2018 — мюзикл «Жизнь прекрасна!»
- 2020 — мюзикл «ПраймТайм»
- 2022 — мюзикл «Мамонтенок»
- 2024 — мюзикл «Тест на любовь»

Гастрольные постановки
- 2013 — мюзикл «Алые паруса», постановка «Русский мюзикл»
- 2013 — цирковое шоу «Следы», постановка «7 fingers»
- 2015 — цирковое шоу «Кухня. Откровения», постановка «7 fingers»
- 2019 — спектакль «Пассажиры», постановка «7 fingers»

Концерты
- 2012 — Максим Леонидов «От Питера до Москвы»
- 2014 — Раймонд Паулс «Маэстро», Сергей Мазаев «Сергей Мазаев. 55»
- 2015 — звёзды российской эстрады «Памяти Уитни Хьюстон», Евгений Маргулис «Игра в классику», артисты театра и кино «Людмила Гурченко на все времена», артисты театра и кино «Пиаф. Синатра. 100»
- 2016 — концерт-фестиваль «Голос Любви»
- 2017 — концерт-биография Василия Павловича Соловьёва-Седого
- 2021 — Юбилейный вечер Ефима Шифрина «10 лет вместе»
- 2022 — памятный вечер, посвященный 80-летию со дня рождения актера Андрея Миронова
- 2023 — Раймонд Паулс, концерт-посвящение; «Тот самый Горин» (вечер-воспоминание)